# ミステリーウーマンfeat.卍
ミステリーウーマンfeat.卍は、吉本興業東京本社（東京吉本、厳密には子会社のよしもとクリエイティブ・エージェンシー）に所属していたお笑いタレント、お笑いコンビ、アーティスト。2016年3月31日にコンビを解散した。

## メンバー
通常のお笑いコンビは立ち位置を左右で表すが、このコンビはアーティストを意識して前後と表すスタイルを取っている。

### ミステリーウーマン
（非公開10月7日 - ） ボーカル・作詞担当、立ち位置向かって：前
- 東京NSC14期生[7]。
- 出身地：非公開
- 血液型：非公開
- 好きな食べもの：カップ焼きそば、中華弁当、プロテイン[5]。
- 愛称：「ミステリー」（文面上の略称は「ＭＷ」）
- 影響：志村けん、志村X、B'z、速報!歌の大辞テン、80年代のJ-POP・アイドル・ドラマ[5]。
- 化粧品、コスメ、洗剤に詳しい。また80年代の日本のテレビ、音楽、文化の造詣が深い[5]。
- 雑誌などに入っている付録が好き[5]。
- ピーチジョンの愛用者である[5]。
- 運動が苦手[5]。

### しっかりとした卍
（非公開11月12日 - ） 作詞作曲・プログラミング担当、立ち位置向かって：後ろ
- 東京NSC14期生。
- 東京都町田市出身。
- 好きな食べもの：そば、芋焼酎。
- 愛称：「卍」「M」
- 影響：洋楽、民族音楽、渋谷系、美術館、アート等[5]。
- ギターやピアノなど、色んな楽器を演奏できる[5]。
- 笑っていいともを10年間録画していた[5]。

## 略歴
- 2013年7月、株式会社よしもとクリエイティブ・エージェンシー提供のニコニコ生放送公式チャンネル「ミステリーウーマンfeat. 卍」チャンネルで冠番組「ミステリーウーマンfeat.卍で決・ま・り・っ★」[6][注 1]が開始した。
- 2014年9月下旬、ミステリーウーマンが藤井隆の音楽レーベル「SLENDERIE RECORD（スレンダリー・レコード）」の所属アーティストになる[8]。
- 2015年3月14日、「SLENDERIE RECORD」からミステリーウーマンの1stシングル『ミラージュ〜蜃気楼〜』がiTunes Store、レコチョクにて配信された[9]。
- 2015年3月18日、「SLENDERIE RECORD」からミステリーウーマンのフルアルバムCD『GOLDEN BEST』のイベント会場限定販売が開始された[10]。
- 2016年3月31日、コンビ「ミステリーウーマンfeat.卍」を解散[4]。
- 2016年9月末、ニコニコ生放送公式チャンネル「ミステリーウーマンfeat.卍」チャンネルが閉鎖した。

## 主な受賞歴
- 2013年、第1回歌ネタ王決定戦準決勝進出[1][2]
- 2014年、mixi主催 N-1グランプリ2014決勝進出[3]

## 過去の出演番組

### テレビ番組
不定期出演
- ナマイキ!あらびき団（吉本興業動画サイトYNN及びTBSチャンネル）ミステリーウーマンfeat.M名義で出演

### ラジオ番組
- アッパレやってまーす!（MBSラジオ、2015年5月12日）

### インターネット番組
レギュラー
- ミステリーウーマンfeat.卍で決・ま・り・っ★[注 1]（2013年7月5日[11] - 2015年1月16日[12][注 2]）

単発
- R藤本の水曜はじけてまざれ!（ニコニコ生放送、2011年11月2日初登場 - 複数回出演）※よしよし動画
- 【歌ネタ王決定戦2013】ミステリーウーマンfeat.卍（YouTube、2013年5月12日）※吉本興業チャンネル
- ミステリーウーマンが24時間カラオケをしてみた（ニコニコ生放送、2013年5月19日）※よしよし動画アドバンス
- N-1グランプリ2014-presented by mixi-（準決勝、2014年5月18日/決勝、2014年5月25日）

## ディスコグラフィ

### 配信シングル
- ミラージュ〜蜃気楼〜（商品番号:RCHS-1473、2015年3月14日）
- ミラージュ〜蜃気楼〜 diamonds spellbound ver.（商品番号:RCHS-1474、2015年3月14日）

### ベストアルバム
- GOLDEN BEST（2015年3月18日）

【収録曲】ミラージュ〜蜃気楼〜/黄昏のエピローグ/シャドウ・レディー/言葉より、抱きしめて。/CITY CONNECTION〜不埒な誘惑〜/アフロディテの憂鬱/Secret Mind〜見えない夜を抱いて〜/SNOW DIMENSION〜雪次元〜/COME ON LET'S NIGHT/Plastic Rain/言葉より、抱きしめて。-diamonds spellbound ver.-

### 未発売曲
- 足りないってば、愛。
- リモコンが見つからなくて
- ボールペン哀愁(ジェラシー)
- 孤独(ロンリー)な室外機

## DVD
- ナマイキ!あらびき団 新作公演!? 実は地下で2年やってました vol.2 レフト藤井セレクション 厳選30組（2014年12月17日）